# Мілтон Резнік
Мілтон Резнік (Milton Resnick, 7 січня 1917 року, Брацлав — 12 березня 2004 року, Нью-Йорк) — американський художник-абстракціоніст.

## Життєпис
Мілтон Резнік народився в Брацлаві в Україні. 1922 року з родиною переїхав до США. Мілтон відвідував державну школу в Брукліні, У підлітковому віці залишив сім'ю, тому що батько заборонив йому бути художником.
1938 року Мілтон створив студію і вступив до Школи американських художників. Школа надала йому кімнату для малювання і дозволила використовувати матеріал, що залишився від вечірніх уроків.
На короткий період Резнік влаштувався на роботу у Федеральний арт-проєкт, відділ візуальних мистецтв найбільшого агентства New Deal. У 40-х роках був призваний в американську армію. Під час Другої світової війни служив в Ісландії. Після війни переїхав до Парижа, де три роки жив на горищі, яке використовувалось, як майстерня.
1948 року Мілтон повернувся до Нью-Йорка, там відвідував Художню школу Ганса Гофмана і влаштувався в художню майстерню. Через схожість стилю його назвали тінню де Кунінга, а потім, до середини п'ятдесятих років, він перейшов до абстрактного експресіонізму.
Наприкінці п'ятидесятих захоплення мистецтвом Сезанна та Моне зростало, стиль Мілтона виокремлювався безліччю шарів одного кольору
1961 року одружився з художницею Пат Пасслоф. Останні роки життя провів з дружиною та кількома студентами в будинку-студії в покинутій синагозі в нью-йоркському Нижньому Іст-Сайді.
2004 року, у 87 років, Резнік покінчив життя самогубством у нью-йоркській студії.

## Примітка
1. 1 2  SNAC — 2010.
2. ↑  Artists of the World Online, Allgemeines Künstlerlexikon Online, AKL Online / Hrsg.: A. Beyer, B. Savoy — B: K. G. Saur Verlag, Verlag Walter de Gruyter, 2009. — ISSN 2750-6088 — doi:10.1515/AKL
3. ↑  RKDartists
4. ↑  Find a Grave — 1996.
5. ↑  Museum of Modern Art online collection
6. ↑  http://www.moma.org/collection/works/79608
7. ↑  Музей мистецтва Метрополітен — 1870.
8. ↑  Artists + Artworks
9. 1 2 3  U.S. Department of State — Art in Embassies. Архів оригіналу за 20 червня 2017. Процитовано 31 липня 2020.
10. 1 2 3  Milton Resnick on artnet. Архів оригіналу за 29 грудня 2020. Процитовано 31 липня 2020.
11. 1 2  Milton Resnick, Abstract Expressionist Painter, Dies at 87 — New York Times. Архів оригіналу за 18 листопада 2020. Процитовано 31 липня 2020.
12. ↑  Мілтон Резнік на сайті Find a Grave (англ.)